# Reaktionsskema
Inden for kemi er et reaktionsskema en betegnelse for en kemisk reaktion skrevet med kemiske symboler samt "+" og pile. Eksempelvis skrives forbrændingen af glukose således:
C6H12O6 + 6O2 → 6CO2 + 6H2O
Sagt med ord står der her: Et glukosemolekyle går sammen med seks oxygenmolekyler og danner seks kuldioxidmolekyler og seks vandmolekyler. Stofferne på venstre side af pilen kaldes reaktanter, mens stofferne på højre side kaldes produkter.
Det viste reaktionsskema er afstemt. At afstemme et reaktionsskema betyder at man angiver antallet af hver reaktant og hvert produkt, således at antallet af atomer af de enkelte grundstoffer er det samme før og efter pilen. Herved viser reaktionsskemaet at loven om grundstoffernes bevarelse er overholdt.
| Kemi | Spire Denne artikel om kemi er en spire som bør udbygges. Du er velkommen til at hjælpe Wikipedia ved at udvide den. |